# Dicranomyia mesotricha
Dicranomyia mesotricha är en tvåvingeart som först beskrevs av Alexander 1944. Dicranomyia mesotricha ingår i släktet Dicranomyia och familjen småharkrankar.
Artens utbredningsområde är Panama. Inga underarter finns listade i Catalogue of Life.